# Ivermektin
Az ivermektin (vagy ivermectin) egy parazitaellenes gyógyszer. 1975-ös felfedezése után elsőként az állatgyógyászatban alkalmazták szívférgesség és atkahártya megelőzésére és kezelésére. Emberi használatra 1987-ben engedélyezték, és olyan fertőzések kezelésére használják, mint a fejtetű, a rüh, a folyami vakság (onchocerciasis), a strongyloidiasis, a trichuriasis, az ascariasis és a nyirokcsomó-filariasis. Számos mechanizmuson keresztül fejti ki hatását a megcélzott paraziták elpusztítására, és bevehető szájon át, vagy külső fertőzések esetén a bőrre vihető. Az avermektin gyógyszerek családjába tartozik.
William Campbell és Ómura Szatosi 2015-ben fiziológiai és orvosi Nobel-díjat kapott felfedezéséért és alkalmazásaiért. Szerepel az Egészségügyi Világszervezet alapvető gyógyszerek listáján, és az Egyesült Államok Élelmiszer- és Gyógyszerügyi Hatósága (FDA) is jóváhagyta parazitaellenes szerként. 2022-ben ez volt a 314. leggyakrabban felírt gyógyszer az Egyesült Államokban, több mint 200 000 recepttel. Generikus gyógyszerként kapható. Az ivermektin fix dózisú albendazollal kombinálva kapható.
Széles körben elterjedtek a téves információk, amelyek azt állítják, hogy az ivermektin előnyös a Covid19 kezelésében és megelőzésében. Az ilyen állításokat nem támasztják alá hiteles tudományos bizonyítékok. Számos jelentős egészségügyi szervezet, köztük az Egyesült Államok Élelmiszer- és Gyógyszerügyi Hatósága, az Egyesült Államok Betegségellenőrzési és Megelőzési Központja, az Európai Gyógyszerügynökség és a Egészségügyi Világszervezet (WHO) nem javasolja az ivermektint a  kezelésére.